# Hon sa
"Hon sa" är en svensk popsång av Anders Glenmark och Leif Käck. Den finns med på Glenmarks studioalbum Jag finns här för dig och utgavs också som singel samma år. På låten medverkar även Kayo.
"Hon sa" tog sig in på Svenska singellistan. Där stannade den fyra veckor med nionde plats som bästa placering. Den låg också nio veckor på Svensktoppen mellan den 20 maj och 23 september 1990. Den toppade listan under vecka 21 och låg under sju veckor samtidigt på listan som en annan Glenmark-komposition, "Hon har blommor i sitt hår". Den låg också sex veckor på Trackslistan mellan den 14 april och 19 maj 1990, som bäst på plats fem.

## Låtlista
All musik komponerad av Anders Glenmark. All text skriven av Leif Käck.

### 7"
A
1. "Hon sa" – 3:13

B
1. "Regn & romantik"

### 12"
A
1. "Hon sa" (remix av Emil Hellman) – 8:23

B
1. "Hon sa" – 3:13
2. "Hon har blommor i sitt hår" – 5:15